# Юзга (приток Мокши)
Юзга́ — река в России, протекает в Темниковском и Теньгушевском районах Республики Мордовия. Левый приток Мокши.
Длина реки составляет 41 км, площадь водосборного бассейна — 297 км².

## География
Река берёт начало у посёлка Юзга на высоте примерно 170 м над уровнем моря. От истока течёт преимущественно на северо-запад, потом постепенно смещается на север и у деревни Ивановка поворачивает на запад. Устье реки находится в 144 км по левому берегу реки Мокша на высоте 91 м над уровнем моря.
Притоки Юзги: Южва, Тистев (левые), Красная (правый).

## Данные водного реестра
По данным государственного водного реестра России относится к Окскому бассейновому округу, водохозяйственный участок реки — Мокша от водомерного поста города Темников и до устья, без реки Цна, речной подбассейн реки — Мокша. Речной бассейн реки — Ока.
Код объекта в государственном водном реестре — 09010200412110000028142.